# Parafia św. Doroty w Potworowie
Parafia Świętej Doroty w Potworowie – rzymskokatolicka parafia znajdująca się w dekanacie przytyckim diecezji radomskiej.

## Historia
Miasto Potworów było lokowane przed 1511. W XVI w. posiadał już charakter wiejski. Stanowił własność Potworowskich herbu Półkozic i Dębno, potem Wolskich, od 1620. Potkańskich. Pierwotny drewniany kościół istniał tu około 1470, wtedy też powstała parafia. Kolejny wzmiankowany był w 1511, ale spłonął w 1834 i wraz z nim „cudowny" obraz Matki Bożej Częstochowskiej. Obecny kościół pw. św. Doroty rozpoczęto budować w 1770 z fundacji opata sulejowskiego Stanisława Potkańskiego. Dokończono budowę przed 1861 staraniem ks. Ogórkiewicza. Świątynia była restaurowana w 1880, a konsekrowana w 1885 przez bp. Antoniego Ksawerego Sotkiewicza. Podczas I wojny światowej zniszczono doszczętnie wieżę. Przebudowie kościół poddano w latach 1956–1957 staraniem ks. Jana Klimkiewicza i restauracji w 1985, staraniem ks. Bogusława Piątka. W 2015 roku została poświęcona nowa kaplica przedpogrzebowa wybudowana z inicjatywy ks. kan. Jana Gruszki. W 2018 roku, staraniem proboszcza, został przeprowadzony remont ławek kościelnych. Świątynia jest ; orientowana, klasycyzująca, wzniesiona z kamienia i cegły, jednonawowa.

## Proboszczowie
- 1942–1961 – ks. Leonard Chojnacki
- 1962–1980 – ks. Stanisław Nowakowski
- 1980–1984 – ks. Roman Chwałek
- 1984–1986 – ks. Bogusław Piątek
- 1986–2004 – ks. prał. Stefan Szary
- 2004–2009 – ks. kan. Andrzej Głogowski
- 2009–2025 – ks. kan. Jan Gruszka
- od 2025 – ks. Stanisław Kwiatkowski[1]

## Zasięg parafii
Do parafii należą wierni z miejscowości: Długie, Dłuska Wola, Grabowa, Kacperków, Kozieniec, Łojków, Mokrzec, Potworów, Rdzów. 